# Shin Yeong-Rae
Shin Yeong-Rae (6 de diciembre de 1991) es un deportista surcoreano que compitió en taekwondo. Ganó una medalla de bronce en los Juegos Asiáticos de 2014 en la categoría de –87 kg.

## Palmarés internacional
| Juegos Asiáticos | Juegos Asiáticos        | Juegos Asiáticos  | Juegos Asiáticos |
| Año              | Lugar                   | Medalla           | Categoría        |
| ---------------- | ----------------------- | ----------------- | ---------------- |
| 2014             | Incheon (Corea del Sur) | Medalla de bronce | –87 kg           |